# Richard Johannes Meiser
Richard Johannes Meiser (* 10. August 1931 in Cottbus; † 8. Oktober 1995) war ein deutscher Medizinprofessor und Universitätspräsident.

## Leben
Meiser habilitierte sich an der Universität des Saarlandes mit der Schrift Zytologische Untersuchungen zur Stoffwechsel-Morphologie der Plasmazellen. Ebenda war er ab 1971 Professor für Innere Medizin. Im Jahr 1982 wählte man ihn zum Vizepräsidenten der Universität, 1983 wurde er Universitätspräsident. Dieses Amt übte er bis 1992 aus, als er aus gesundheitlichen Gründen zurücktrat.
Richard Johannes Meiser wurde 1985 zum Offizier des französischen Ordre national du Mérite und 1986 zum Offizier des Verdienstordens des Großherzogtums Luxemburg ernannt. Im Jahr 1990 wurde er mit dem Erasmus-Preis der EG-Kommission und 1993 mit dem Saarländischen Verdienstorden ausgezeichnet.